# Gabelschwanzhuhn

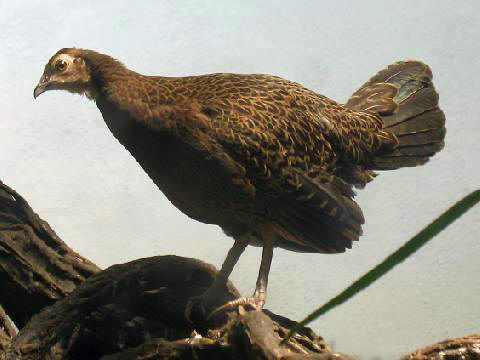
Henne des Gabelschwanzhuhns

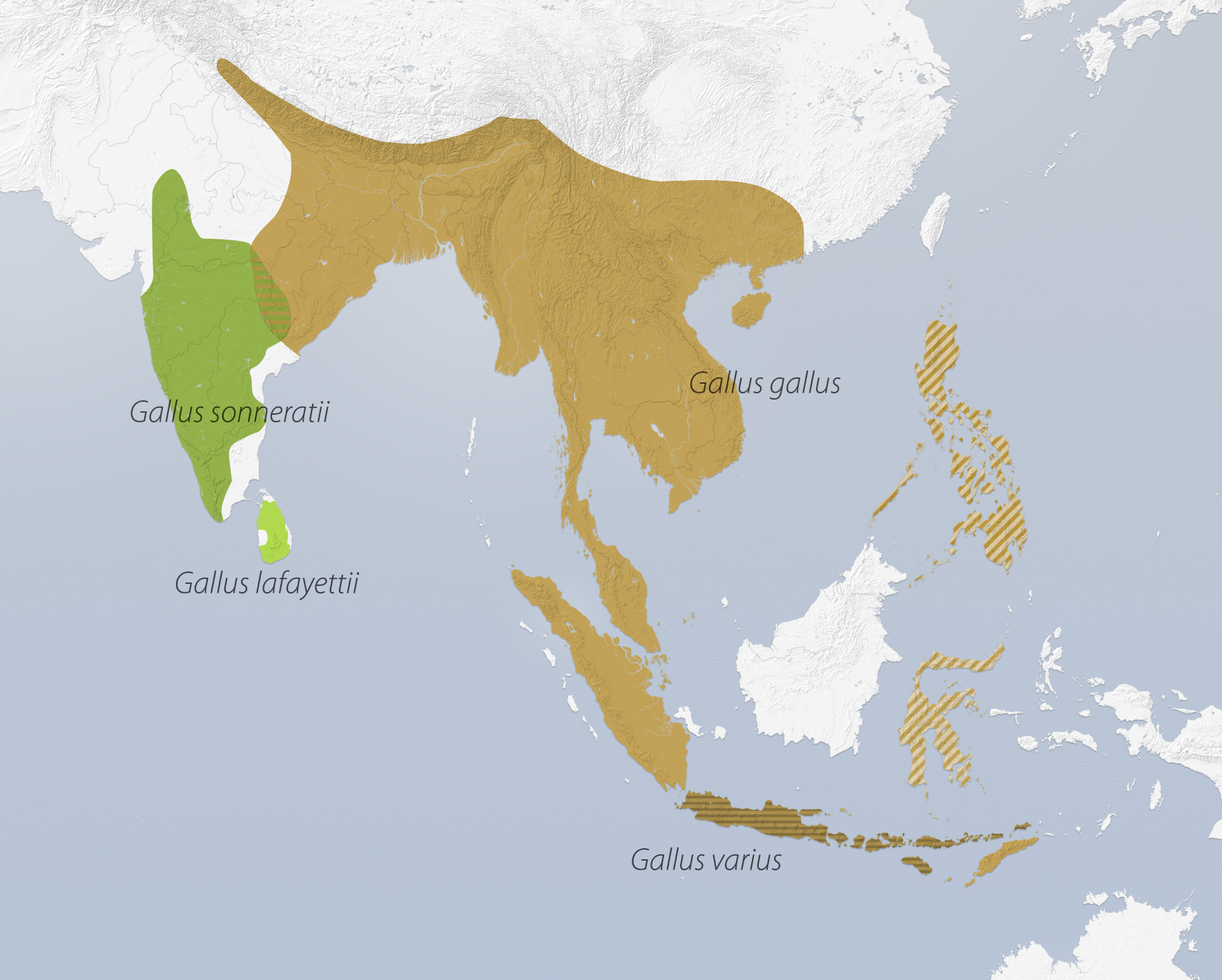
Verbreitung des Gabelschwanzhuhns (dunkelbraun quer gestreift) und der übrigen Kammhuhn-Arten. Das Gabelschwanzhuhn kommt im gesamten Areal gemeinsam mit dem Bankivahuhn (hellbraun) vor.

Das Gabelschwanzhuhn (Gallus varius), auch Grünes Kammhuhn genannt, ist eine Hühnervogelart aus der Familie der Fasanenartigen (Phasianidae). Seine Verbreitung reicht von Java und Bali ostwärts über die zu den Kleinen Sundainseln gehörenden benachbarten Inseln Madura, Kangean, Bawean, Lombok, Sumbawa und Flores bis Alor. Es besiedelt Savannen, Trockengebüsche und Waldrandbereiche, kommt aber auch in der Kulturlandschaft vor. Über die Lebensweise ist nur wenig bekannt.

## Beschreibung
Das Gabelschwanzhuhn weist mit einer Körperlänge der Hähne von 65 bis 75 cm und einem Gewicht von 672 bis 1450 g eine ähnliche Größe wie das Bankivahuhn auf. Hennen werden zwischen 40 und 46 cm lang und zwischen 485 und 1050 g schwer. Der Sexualdimorphismus ist wie bei allen Kammhühnern sehr ausgeprägt. Beim Hahn dieser Art fehlt jedoch ein sommerliches Schlichtkleid.
Der Hahn ist mit dem auf schwarzem Grund schillernden und geschuppten Gefieder und den grellbunten Hautpartien am Kopf eine unverwechselbare Erscheinung. Der Schnabel ist horngelb. Die nackte Augenpartie ist rot, die Iris gelb. Der Kamm ist nicht gezackt, sondern glattrandig mit einem weißlich blaugrünen Zentrum, das über Blau und Violett zum am Rand liegenden Rot übergeht. Der einzelne Kehllappen ist rot, zeigt zum Hals hin eine gelbe Fläche und geht am vorderen, unteren Rand in Violett und Blau über. Die Federn des Halses und des vorderen Rückens wirken wie Schuppen und sind breit blau und darunter grün metallisch glänzend sowie am Ende schmaler schwarz gesäumt. Die schwarzen Federn des hinteren Rückens und des Bürzels sind lang und zungenförmig mit grünlich bronzefarbenem Glanz und schmalen gelblichen Säumen. Die stark verlängerten und herabgebogenen 16 schwarzen Steuerfedern schimmern stahlblau und erzgrün. Die schwarzen Flügeldecken sind stark verlängert und zerschlissen und tragen breite, orangerote Säume, die zum Bürzel hin gelblicher werden. Die übrigen Flügelfedern und die Unterseite sind schwarz. Beine und Füße sind weiß bis hell rötlich gefärbt. Hähne tragen einen Sporn, der beim Weibchen meist fehlt.
Die Henne wirkt überwiegend braun. Sie unterscheidet sich von anderen Kammhuhn-Hennen durch eine geschuppte Oberseite, gebänderte Flügel und das Fehlen einer kräftigen Brustzeichnung. Kopf und Hals sind matt braun, die Oberseite ist schwärzlich braun. Die einzelnen Federn, mit hell gelblichbraunem Schaftstrich und ebensolchem Saum versehen, wirken schuppenartig. Die Steuerfedern sind schwärzlich, glänzen metallisch grün und zeigen hell gelbbraune Säume. Kinn und Kehle sind weißlich, die Brust ist braun und die hintere Unterseite gräulich oder warm graubraun gefärbt mit dunklerer Fleckung. Beine und Füße sind gräulich weiß bis rötlich gelb.
Vögel im Jugendkleid ähneln Weibchen. Junge Hähne entwickeln aber bald Anzeichen des adulten Gefieders. Beim einjährigen Hahn sind Kamm und Kehllappen kleiner, die Steuerfedern kürzer und der Sporn wenig ausgeprägt.
Unterarten werden nicht anerkannt.

## Stimme
Das Krähen des Hahns (Hörbeispiel) ist dreisilbig und eher schrill. Die beiden letzten Silben sind wenig höher als die erste. Manchmal kommt noch eine kurze Einzelsilbe vorweg. Außerdem werden vom Hahn ein langsam gackerndes wok wok wok sowie bei Erregung ein scharfes tschop tschop tschop beschrieben. Hennen äußern ein schnelles kok kok kok.

## Lebensraum
Das Gabelschwanzhuhn besiedelt im Unterschied zum Bankivahuhn eher offene Habitate wie Savannen und insbesondere hohe Bestände aus Silberhaargras (Alang-Alang), grasbewachsenes Halboffenland, Trockengebüsche oder Waldrandbereiche. Man findet es vorwiegend in Küstenregionen und Tälern, gelegentlich aber auch in bewaldeten Arealen im Landesinneren. Nur selten dringt es in geschlossenere Waldgebiete vor. Lokal tritt es auch in der Peripherie stark besiedelter Gebiete auf und findet sich in der Kulturlandschaft wie beispielsweise im Buschland am Rande von Reisfeldern.
Wo die Art gemeinsam mit dem Bankivahuhn vorkommt, besiedelt sie die trockenen Küstengebiete, das Bankivahuhn die eher feuchten Berghabitate.
Die Höhenverbreitung reicht im Osten Javas von Seehöhe bis auf 3000 m hinauf, reicht im Westen Javas aber nur bis 1500 m und weiter östlich teils bis 2400 m.

## Ernährung
Über die Ernährung ist wenig bekannt. Vermutlich besteht sie aus Insekten und Sämereien sowie aus Getreide, das auf Feldern aufgenommen wird. Die Nahrungssuche findet in offenen Bereichen am frühen Morgen und späten Nachmittag statt. Meist sind die Tiere dabei einzeln anzutreffen, aber auch in Verbänden von meist fünf bis sechs, seltener bis zu zwölf Individuen. Bisweilen folgt die Art verschiedenen Paarhufern, um aufgescheuchte Insekten zu fangen oder den Dung zu durchsuchen.

## Fortpflanzung
Auch über die Fortpflanzung liegen nur wenige Informationen vor. Die Art ist vermutlich monogam. Die Brutzeit ist sehr ausgedehnt und variabel. Die Hauptlegezeit scheint auf Java zwischen Juni und November zu liegen, jedoch gibt es auch aus anderen Monaten Brutnachweise.
Das Nest ist eine schlichte Mulde am Boden, die in der dichten Vegetation versteckt liegt. Bisweilen wird in Farnbüscheln genistet. Die mittlere Gelegegröße liegt angeblich bei acht, wahrscheinlicher aber zwischen drei und vier Eiern. In Gefangenschaft wurden die weißlich beigen Eier 21 Tage lang bebrütet.

## Bestand und Gefährdung
Die Art wird von der IUCN als nicht gefährdet angesehen. Sie ist lokal in geeigneten Habitaten häufig, kommt gut mit Sekundärlebensräumen klar und auch am Rande dicht besiedelter Gebiete vor. Sie ist auch Brutvogel in mehreren Nationalparks wie Ujung Kulon, Baluran und Bali Barat. An der Nordküste Balis wird die Art gefangen und mit Haushühnern gekreuzt, um die stimmkräftigen Bekisars zu züchten. Dieser Brauch wurde früher nur auf Kangean betrieben, erfreut sich aber seit den 1980ern auch besonders im Norden Balis großer Beliebtheit. Die lokalen Populationen sind aufgrund dieser Fangpraxis zum Teil stark gefährdet.